# Idaea trifasciata
Idaea trifasciata là một loài bướm đêm trong họ Geometridae.